# 山土瓜
山土瓜（学名：Merremia hungaiensis）为旋花科鱼黄草属的植物，为中国的特有植物。分布在中国大陆的贵州、四川、云南等地，生长于海拔1,200米至3,200米的地区，多生长在山坡灌丛、草坡和松林下，目前尚未由人工引种栽培。

## 别名
野红苕、山萝卜（四川） 野土瓜藤（贵州） 滇土瓜（植物名实图考、云南） 红土瓜、地瓜（云南）

## 异名
- Merremia hungaiensis (Lingelsh. et Borza) R. C. Fang var. linifolia (C. C. Huang) R. C. Fang